# René Herbst
René Herbst (Parigi, 18 marzo 1891 – Parigi, 29 settembre 1982) è stato un architetto e designer francese.

## Vita
Renè Herbst è considerato uno dei più grandi designer del XX sec., fra i fondatori del design contemporaneo.
Dopo un periodo di studio all'Ecole di Parigi a partire dal 1908 inizia ad avere esperienze nel campo del disegno dei mobili e dell'arredamento, collaborando con atelier di architettura a Parigi poi a Londra e Francoforte per debuttare al Salon d’Automne, dove presenta un “angolo di riposo”.
Estremamente importanti furono gli anni Venti e Trenta, dove sperimenta mobili in tubo d'acciaio a cui inserisce elementi elastici, che fa produrre presso l'Etablissement René Herbst a Parigi, la ditta di arredamento che lui stesso fonda.
Di grande importanza anche la collaborazione con la ditta Siegel & Stockman (fondata nel 1867) per la quale realizza manichini ed elementi di arredo considerati capolavori del modernismo. 
È stato cofondatore de l'Union des Artistes modernes (UAM).
Nel dopoguerra prosegue la sua ricerca, continuando però a elabore nuove modalità abitative.